# Хіос (аеропорт)
Національний аеропорт острів Хіос  (грец. Κρατικός Αερολιμένας Χίου)  (IATA: JKH, ICAO: LGHI) — аеропорт на острові Хіос, Греція. Також відомий як  в Національний аеропорт Хіос , Омір або аеропорт Хіос. Знаходиться в області Кампос, на південь від міста Хіос.

## Авіакомпанії та напрямки, серпень 2019
| Авіакомпанія    | Пункт призначення                               |
| --------------- | ----------------------------------------------- |
| Adria Airways   | Сезонний чартер: Любляна                        |
| Aegean Airlines | Сезонний: Афіни                                 |
| Astra Airlines  | Афіни, Салоніки                                 |
| Olympic Air     | Афіни, Салоніки                                 |
| Sky Express     | Афіни, Лемнос, Мітилена, Родос, Самос, Салоніки |